# Electronic Gaming Monthly
Electronic Gaming Monthly (geralmente abreviado como EGM) é uma revista mensal de jogos eletrônicos americana. Oferece notícias sobre jogos eletrônicos, cobertura de eventos do setor, entrevistas com figuras da indústria, conteúdo editorial e análises de produtos.